# Final de la FA Cup de 1927

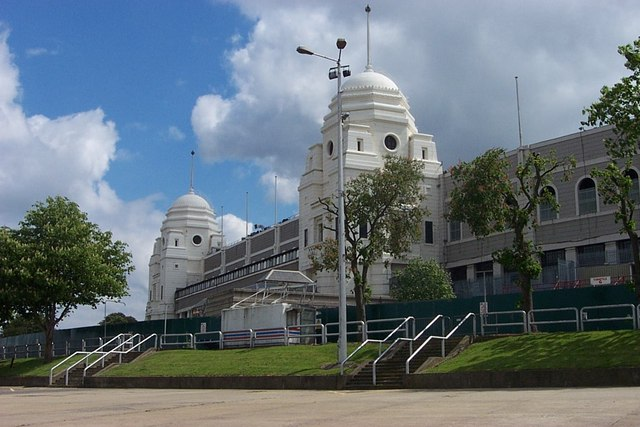
El antiguo Estadio de Wembley, sede de la final.

La final de la FA Cup de 1927 fue un partido de fútbol entre el Cardiff City y el Arsenal disputado el 23 de abril de 1927 en el Empire Stadium, nombre original del antiguo Estadio de Wembley, en Londres, Inglaterra. El encuentro definió al ganador de la temporada 1926-27 de la FA Cup, principal competición de copa del fútbol inglés, organizada por la Asociación Inglesa de Fútbol. El Cardiff City, uno de los pocos equipos galeses que participaron en el torneo, ganó el partido por 1-0. Su victoria continúa como la única ocasión en que un equipo con sede fuera de Inglaterra ganó el trofeo, que previo a este suceso se conocía como la «Copa Inglesa».
Ambos equipos ingresaron a la tercera ronda de la competencia como miembros de la Primera División, y tuvieron que sortear cinco fases más para llegar a la final. En la quinta ronda el Cardiff City eliminó al campeón vigente, Bolton Wanderers. En los cuartos de final, tanto el Arsenal como el Cardiff City, eran los únicos equipos de la máxima categoría que se mantenían en el torneo.
El día de la final se dispusieron servicios de trenes adicionales para transportar a los fanáticos de Cardiff a Wembley, y se desplegaron refuerzos policiales para mantener controlados a los fanáticos que se les vendieron entradas falsas. Un concierto antes del juego incluyó una interpretación de Abide with Me, en lo que se convirtió en una tradición en las finales de copa. Por primera vez, la BBC retransmitió la final por radio. Algunas fuentes sugieren que esta transmisión fue el origen de la frase back to the square one («volver al punto de partida»), aunque la expresión es anterior al partido. Más de 300 000 personas solicitaron entradas, de los cuales 91 206 lograron presenciar la final. Otros 15 000 fanáticos escucharon la transmisión de radio en el Cathays Park de Cardiff.
El único gol del partido fue acreditado a Hughie Ferguson de Cardiff, después de que su disparo se escapara de las manos del portero del Arsenal, Dan Lewis, y empujara el balón al fondo de la red con su codo. Lewis más tarde culpó a su nueva camiseta de lana, afirmando que estaba grasosa. Esto inspiró la tradición del Arsenal de lavar las camisetas del portero antes de cada partido. La prensa llamó al partido la «final del canto» y destacó que la FA Cup se había ido a Gales por primera vez. En los años siguientes el Cardiff City no pudo repetir sus buenas presentaciones en el torneo, y no volvió a alcanzar la final de la FA Cup hasta 2008.

## Camino a la final

### Cardiff City
| Ronda            | Rival            | Marcador | Lugar                | Ref.   |
| ---------------- | ---------------- | -------- | -------------------- | ------ |
| Tercera          | Aston Villa      | 2-1      | Ninian Park (L)      | [ 17 ] |
| Cuarta           | Darlington       | 2-0      | Feethams (V)         | [ 18 ] |
| Quinta           | Bolton Wanderers | 2-0      | Burnden Park (V)     | [ 5 ]  |
| Cuartos de final | Chelsea          | 0-0      | Stamford Bridge (V)  | [ 19 ] |
| Cuartos de final | Chelsea          | 3-2      | Ninian Park (L)      | [ 20 ] |
| Semifinal        | Reading          | 3-0      | Molineux Stadium (N) | [ 21 ] |

El Cardiff City comenzó su campaña en la FA Cup 1926-27 en un partido como local en Ninian Park, frente a unos 30 000 aficionados, contra el conjunto de Primera División Aston Villa en enero de 1927. Después de una primera mitad sin goles, Cardiff anotó dos veces gracias a un cabezazo de Len Davies y un disparo de Ernie Curtis. Aston Villa logró anotar solo una vez, cuando el portero del Cardiff Tom Farquharson anotó un gol en contra luego de un disparo del delantero del Villa Arthur Dorrell. En la cuarta ronda, Cardiff se enfrentó al Darlington de la Segunda División. Los informes de los periódicos indicaron que Cardiff era el mejor equipo, y si no hubiera sido por la defensa del Darlington, habrían ganado por un margen mayor. Los goles fueron anotados por George McLachlan y Hughie Ferguson.
En la quinta ronda Cardiff se enfrentó al Bolton Wanderers, los campeones vigentes de la FA Cup. Frente a una multitud de 49 465 espectadores en el estadio Burnden Park de Bolton, Cardiff ganó por 2-0, con goles de Ferguson y Davies. Después de esta ronda, Cardiff y Arsenal fueron los únicos equipos de Primera División que se mantenían en competencia. Luego de un primer encuentro sin goles en la siguiente ronda contra el Chelsea de Segunda División el 5 de marzo, los dos equipos se volvieron a encontrar en un desempate en Ninian Park cinco días después. Sam Irving puso al equipo galés por delante a los nueve minutos, antes de que Davies añadiera un segundo tanto a los 21 minutos. Chelsea recibió un tiro penal, pero el disparo de Andrew Wilson fue atajado por Farquharson. El portero había conseguido una reputación en salvar los tiros penales al avanzar desde su línea de meta cuando se ejecutaba el tiro; esta atajada de Farquharson finalmente condujo a un cambio de reglas, que prohibía a los porteros correr hacia adelante durante un tiro penal.
Chelsea anotó dos veces en poco tiempo, pero Bob Turnbull empató el marcador a los cuatro minutos del segundo tiempo. Cardiff ganó el encuentro por medio de un tiro penal, que fue convertido por Ferguson.
En las semifinales Cardiff se enfrentó al Reading, equipo que había llegado a esta instancia por primera vez. Como las semifinales de la FA Cup se disputaban en campo neutral, el partido se jugó en el Molineux Stadium de Wolverhampton. Se instalaron servicios de trenes adicionales para llevar a los fanáticos de Cardiff a Wolverhampton para el partido, y se esperaba que el encuentro estableciera un nuevo récord de asistencia para el estadio. Antes del encuentro había llovido mucho, lo que resultó en un campo de juego blando. Reading parecía más fuerte al principio, pero en el minuto 25 Bert Eggo no pudo despejar un balón del área penal de Reading, lo que permitió que Ferguson anotara para Cardiff. El resto del encuentro lo dominó el conjunto galés. En el minuto 35 siguió un gol de Harry Wake, que puso la ventaja parcial por dos goles al Cardiff antes del descanso. Reading presionó inicialmente durante la segunda mitad, pero Cardiff recuperó gradualmente el dominio del juego y Ferguson anotó su segundo gol en el partido en el minuto 70. Los fanáticos del Cardiff comenzaron a celebrar temprano, creyendo correctamente que Reading no podría dar vuelta el marcador con tres goles en contra.

### Arsenal
| Ronda            | Rival                   | Marcador | Lugar                     | Ref.   |
| ---------------- | ----------------------- | -------- | ------------------------- | ------ |
| Tercera          | Sheffield United        | 3-2      | Bramall Lane (V)          | [ 26 ] |
| Cuarta           | Port Vale               | 2-2      | Old Recreation Ground (V) | [ 27 ] |
| Cuarta           | Port Vale               | 1-0      | Arsenal Stadium (L)       | [ 28 ] |
| Quinta           | Liverpool               | 2-0      | Arsenal Stadium (L)       | [ 29 ] |
| Cuartos de final | Wolverhampton Wanderers | 2-1      | Arsenal Stadium (L)       | [ 30 ] |
| Semifinal        | Southampton             | 2-1      | Stamford Bridge (N)       | [ 31 ] |

El Arsenal fue emparejado con un oponente de Primera División en la tercera ronda, enfrentándose al Sheffield United en Bramall Lane. Ambos equipos marcaron temprano en el partido, y tres goles llegaron en el espacio de seis minutos. El primero fue el resultado de una disputa por el balón que terminó cuando Jimmy Brain cabeceó la pelota hacia la red para el Arsenal. El United empató con un cabezazo de Harry Johnson, pero el Arsenal se adelantó una vez más en el marcador tras un gol de Charlie Buchan. David Mercer empató nuevamente para Sheffield a los 40 minutos, para mantener el marcador igualado hasta el medio tiempo. Joe Hulme anotó el gol de la victoria para el Arsenal en el minuto 60.
El Arsenal estuvo casi fuera de la competición en la siguiente ronda cuando se enfrentó al Port Vale de Segunda División. Después de ocho minutos, Tom Parker anotó un autogol, lo que puso al Port Vale por delante en el marcador. Buchan empató para el Arsenal al inicio de la segunda mitad, pero Port Vale se adelantó una vez más con un gol de Wilf Kirkham gracias a un rebote del portero Dan Lewis luego de un tiro penal. Arsenal logró empatar el encuentro otra vez tras un gol de Brain que llegó a cuatro minutos del final.
Hubo muchos menos goles en el desempate en el Arsenal Stadium. Una caída de nieve dejó el campo embarrado y el juego se limitó principalmente a balones largos. Brain dio un tiro en el poste en la primera mitad, y el único gol del partido llegó poco después de una carrera de Buchan en el área de Port Vale. Los siguientes partidos del Arsenal se jugaron en Londres. En la siguiente ronda, derrotaron al Liverpool —invicto desde el día de Año Nuevo— en casa por 2-0, mismo marcador que en el encuentro por la liga entre ambos equipos a principios de temporada. Ambos goles llegaron como resultado de tiro libre indirectos, el primero con un golpe de cabeza de Brain, luego otro de Buchan que el portero solo pudo despejar después de haber cruzado la línea de meta.
En los cuartos de final contra el Wolverhampton Wanderers, el Arsenal iba cayendo inicialmente por un gol, pero Billy Blyth empató después de otros 15 minutos. Ambos equipos tuvieron buenos ataques a la portería durante el resto del partido, pero el único gol del Arsenal vino de un cabezazo de Hulme tras un centro de Jack Butler. El sorteo de la semifinal determinó que el Arsenal jugara contra Southampton en Stamford Bridge. El estado de la cancha obstaculizó el ritmo de juego mostrado por el Arsenal, pero tanto Buchan como Hulme anotaron para los Gunners frente al descuento de Southampton de Bill Rawlings. A Southampton se le negaron dos reclamos de tiros penales.

## Preparativos

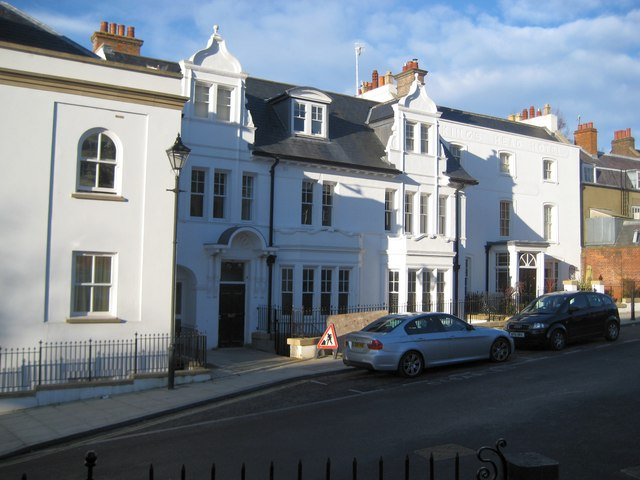
El antiguo hotel Kings Head en Harrow on the Hill en 2007, donde el equipo del Cardiff City pasó la noche antes de la final.

El Cardiff City había llegado previamente a las semifinales de la FA Cup en dos ocasiones, y dos años antes, en 1925, fueron derrotados en la final. El Arsenal nunca había llegado a una final antes, por lo que el equipo que ganara se llevaría el trofeo por primera vez. El entrenador del Arsenal Herbert Chapman realizó una rueda de prensa el 21 de abril en la que anunció que Horace Cope estaba lesionado y no podría jugar como lateral izquierdo. Dudaba de que si Syd Hoar o Alf Baker estuvieran disponibles, ya que ambos todavía se estaban recuperando de una lesión, por lo que dejaba abierta las posibilidades para las posiciones de mediocampista derecho y extremo izquierdo en caso de que estuvieran en forma antes del partido. Tomó en cuenta a Bill Seddon y Sam Haden como las alternativas en caso de que sus jugadores de primera elección no se recuperaran. Cuando se le preguntó quién ganaría el juego, prometió a la prensa una respuesta después del partido. Tanto Baker como Hoar fueron finalmente parte del equipo titular del Arsenal. El equipo entrenó en su propio campo, el Arsenal Stadium, antes de la final. Los jugadores se reunieron en el Hotel Hendon Hall la mañana del partido, pero sus planes de viaje se vieron interrumpidos cuando quedaron atrapados en el denso tráfico. El técnico Herbert Chapman se vio obligado a dejar el entrenamiento para llamar a la policía local; llegaron dos policías en motocicleta para escoltar al equipo hasta el estadio de la final.
Cardiff City se preparó para la final en el Hotel Palace de Southport, Lancashire, donde el equipo se había alojado en rondas anteriores. Los jugadores se mantuvieron relajados con masajes, juegos de bolos y baños de sal. El día antes del partido viajaron a Harrow on the Hill, donde se alojaron en el Hotel Kings Head. Hablaron abiertamente con la prensa sobre sus tácticas, diciendo que esperaban dominar la delantera del Arsenal logrando que Billy Hardy mantuviera a Buchan a raya. La defensa del Cardiff y Hardy fueron vistas como una parte clave de las oportunidades del equipo; antes del partido Buchan los describió como «una barrera infranqueable». Cardiff no tenía bajas, salvo por Harry Wake, quien había sufrido daños en los riñones en un partido de liga contra el Sheffield Wednesday una semana antes de la final. Aparte de Wake, la formación titular era la misma que jugó contra Reading en la semifinal. Ernie Curtis fue seleccionado como su reemplazo, convirtiéndose a la edad de 19 años en el jugador más joven en ese momento en participar en una final de la FA Cup. Tom Farquharson, Jimmy Nelson, Fred Keenor y Billy Hardy habían jugado en la derrota de la final de 1925.
El ex primer ministro del Reino Unido David Lloyd George, y el futuro primer ministro Winston Churchill asistieron al partido. La prensa calificó el partido como un Inglaterra contra Gales y señaló que entre los fanáticos galeses había muchas mujeres, incluidas madres con bebés. Se instalaron trenes especiales para los fanáticos de Cardiff, que llegaron a la estación de Paddington a partir de las 4 a. m. El Metropolitan Railway puso trenes adicionales para trasladar a los fanáticos desde la estación de Baker Street hasta Wembley Park cada dos minutos. Entre las 11 a. m. y el inicio del partido unos 30 000 espectadores por hora recorrieron esta ruta, y se esperaba que llegaran al campo unos 100 000 aficionados.
Los aficionados galeses realizaron recorridos especiales por Londres; algunos viajaron a la Catedral de San Pablo, donde cantaron Hen Wlad Fy Nhadau. Otros fanáticos fueron al Cenotafio de Whitehall, donde lo adornaron con colores galeses para honrar a los veteranos de la Primera Guerra Mundial.
Cuando el autobús del equipo de Cardiff llegó al estadio, los fanáticos lo recibieron arrojando puerros —emblema floral de Gales— al vehículo. El equipo había adoptado un gato negro para la ocasión, llamado Trixie, que había sido encontrado vagando por algunos de los jugadores durante una ronda de golf en el Royal Birkdale Golf Club antes de su partido previo con Bolton. Decidieron que era un buen augurio y enviaron a Ferguson a buscar a los dueños del animal; acordaron dejar que el club se quedara con el gato a cambio de dos entradas para la final si llegaban a aquella instancia. Se necesitaron refuerzos policiales en el Empire Stadium, ya que a la 1 p. m. una multitud de personas se había reunido frente a la taquilla de manera amenazadora. Se habían vendido muchas entradas falsas a miembros de la multitud, y los efectivos policiales se negaban a permitirles su ingreso.
Un concierto comunitario comenzó dentro del estadio a la 1:50 p. m., dirigido por las bandas de los guardias Granaderos e Irlandeses. Dentro de las canciones interpretadas se encontraba Abide with Me. Esta fue la primera vez que se entonaba en un en encuentro definitorio de la FA Cup, pero se convirtió en una tradición cantarla antes de cada final. Se escucharon fuertes vítores cuarenta minutos después durante el concierto para celebrar la llegada del rey Jorge V. Cuando los jugadores entraron al campo, el Rey les dio la mano a cada uno de ellos, así como a los árbitros: el árbitro central William F. Bunnell de Preston, y los jueces de línea G. E. Watson de Kent y M. Brewitt de Lincoln. El partido fue la primera final de copa transmitida por radio por la BBC. Derek McCulloch y George Allison fueron los comentaristas. A la transmisión se le atribuye la creación de la frase back to square one («volver al punto de partida») para permitir a los comentaristas describir el área del campo donde se estaba jugando; el «square one», que en inglés se refiere al primer cuadrado de los juegos de mesa, es en este contexto el área más cercana a cada una de las líneas de meta, aunque se han documentado también otros usos antes del partido. Casi 92 000 aficionados asistieron al partido; más de 300 000 solicitaron entradas originalmente.

## Partido

### Resumen
El capitán del Cardiff City, Fred Keenor, ganó el lanzamiento de la moneda y eligió el lado, por lo que Ferguson inició el partido. Poco después, el Arsenal consiguió un tiro libre y el balón entró en el área de Cardiff por primera vez, pero fue despejado por Tom Watson. Irving salió desbordando por el lado derecho del campo, pero el defensa del Arsenal Andy Kennedy interceptó la opción. El Arsenal atacó de nuevo, y Sloan esquivó varios jugadores rivales antes de que un pase a Hoar hiciera que detuvieran la jugada porque estaba fuera de juego. Poco tiempo después, el Arsenal tuvo un tiro libre directo, pero el disparo de Parker desde 23 metros fue detenido por Farquharson para Cardiff. El juego combinado de Hulme y Buchan condujo a un saque de esquina, que luego forzó otros tres de forma seguida. El Arsenal no pudo capitalizar las oportunidades y tras el último lanzamiento de esquina el balón salió disparado por encima del larguero. El primer tiempo terminó con el dominio del Arsenal, pero cada ocasión que tuvo el equipo fue detenida por la defensa del Cardiff City. Hubo un incidente entre la multitud durante la primera parte. En el minuto 25 alrededor de 400 espectadores fuera del estadio se abalanzaron a una puerta vigilada por cuatro policías. Llegaron refuerzos y lograron hacer retroceder a la multitud cuando llegaron a los torniquetes.
El Arsenal volvió a lanzarse al ataque cuando comenzaba la segunda parte, consiguiendo otro saque de esquina tras un cabezazo de Buchan. Hulme probó con un centro bien posicionado, pero que no fue conectado por sus compañeros. Cardiff luego atacó, y Curtis envió un tiro raso que fue detenido por Lewis en la portería del Arsenal. Poco después Butler, el centrocampista del Arsenal, recibió un fuerte golpe en la cara con el balón, lo que provocó una breve demora en el juego. El juego se reanudó y McLachlan desbordó para el Cardiff, le dio un pase a Davies, pero el disparo de este último salió desviado. Buchan intentó desequilibrar para el Arsenal con un pase largo al ala izquierda para Hoar, pero Jimmy Nelson de Cardiff City cubrió la jugada. El ataque del City continuó, y un disparo de Hardy pareció sacudir a Lewis en la portería ya que no recogió el balón de forma limpia.
El único gol del encuentro llegó poco después. Curtis ganó una carrera antes de tirar un pase a Ferguson cerca del área. Lanzó el balón hacia la portería, pero tenía poca potencia y Lewis lo recogió fácilmente. Mientras lo hacía, la pelota se escapó de las manos de Lewis y se deslizó entre la curva de su codo izquierdo y su cuerpo. Con los delanteros de Cardiff acercándose, Lewis intentó recuperar el balón, pero solo logró empujarlo a la red con el codo. El Arsenal intentó atacar inmediatamente después, pero su intento falló cuando Brain fue sorprendido en fuera de juego. Cardiff respondió, y posiblemente podría haber tenido un segundo gol, pero Curtis eligió probar al arco él mismo en lugar de pasarsela a Davies, quien estaba en una posición inmejorable ya que Lewis estaba fuera de posición. El encuentro terminó con una victoria del Cardiff City por un gol a cero. El rey entregó el trofeo al capitán de Cardiff, Keenor, y las medallas a cada uno de los jugadores de ambos equipos.

### Detalles
| 23 de abril de 1927, 15:00 | Cardiff City | 1-0 | Arsenal | Estadio de Wembley, Londres                                                 |                                                                             |
|                            | 74' Ferguson |     |         | Asistencia: 91 206 espectadores Árbitro(s): William F. Bunnell (Lancashire) | Asistencia: 91 206 espectadores Árbitro(s): William F. Bunnell (Lancashire) |

| Cardiff City | Arsenal |

|              |                  |  |  |
|              |                  |  |  |
| POR          | Tom Farquharson  |  |  |
| DEF          | Jimmy Nelson     |  |  |
| DEF          | Tom Watson       |  |  |
| DEF          | Fred Keenor      |  |  |
| MED          | Tom Sloan        |  |  |
| MED          | Billy Hardy      |  |  |
| MED          | Ernie Curtis     |  |  |
| DEL          | Sam Irving       |  |  |
| DEL          | Hughie Ferguson  |  |  |
| DEL          | Len Davies       |  |  |
| DEL          | George McLachlan |  |  |
| Entrenador:  |                  |  |  |
| Fred Stewart |                  |  |  |

|                 |                |  |  |
|                 |                |  |  |
| POR             | Dan Lewis      |  |  |
| DEF             | Tom Parker     |  |  |
| DEF             | Andy Kennedy   |  |  |
| MED             | Alf Baker      |  |  |
| MED             | Jack Butler    |  |  |
| MED             | Bob John       |  |  |
| DEL             | Joe Hulme      |  |  |
| DEL             | Charles Buchan |  |  |
| DEL             | Jimmy Brain    |  |  |
| DEL             | Billy Blyth    |  |  |
| DEL             | Syd Hoar       |  |  |
| Entrenador:     |                |  |  |
| Herbert Chapman |                |  |  |

## Sucesos tras el partido

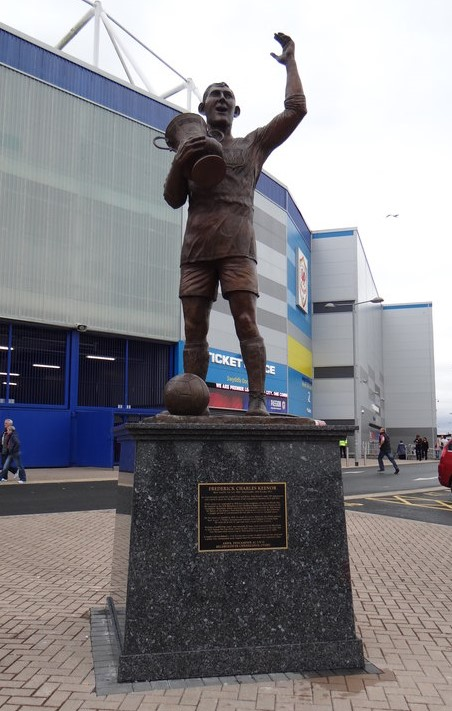
Una estatua del capitán del Cardiff City Fred Keenor con la FA Cup está ubicada en el Cardiff City Stadium.

La victoria del Cardiff City en la final de la FA Cup de 1927 continúa siendo la única vez que un equipo fuera de Inglaterra ganó el trofeo, que hasta ese momento se le había llamado la «Copa Inglesa». Este fue el tema más prominente de la cobertura del partido de la prensa, con el Daily Mirror usando de titular «Cómo la Copa de Fútbol de Inglaterra se fue a Gales», al igual que el volumen de los cantos que tuvo lugar durante el encuentro. Un artículo en el Hull Daily Mail incluso llegó a sugerir que el partido sería recordado específicamente por los cantos, llamándolo la «final del canto». Hubo una transmisión de radio al aire libre del partido en Cathays Park, en Cardiff, a la que asistieron 15 000 fanáticos, y después de la victoria los colores del equipo se vieron por toda la ciudad, y los comerciantes locales hicieron réplicas del trofeo con mantequilla para exhibir en las vitrinas. El portero del Cardiff Tom Farquharson, que se convirtió en el primer portero irlandés en ganar la FA Cup, adquirió el balón del partido después de terminado y lo donó a la Iglesia. El balón ahora se encuentra en el Salón de la Fama del Deporte Galés en el Museo Nacional de Historia de St. Fagans.
Terminado el partido el equipo de Cardiff se dirigió a un hotel en Bloomsbury antes de dirigirse a Windsor y a Eton College al día siguiente. Hicieron una gira por el colegio y algunos de los jugadores visitaron el castillo de Windsor y el hipódromo de Kempton Park. Se dirigieron de regreso a Cardiff ese mismo día desde la estación de Paddington, y se vieron retrasados en varias estaciones en el camino cuando los fanáticos llegaron en masa a los andenes en Reading, Swindon y Newport para ver al equipo. Finalmente llegaron a Cardiff a las 6:35 p. m. El equipo fue recibido por una gran multitud en la estación, que incluso rompió un cordón policial en la entrada antes de cruzar las vías del tren para recibir a los jugadores en el andén. Cuando el equipo desembarcó, fueron recibidos por autocares y una banda, y conducidos a la casa consistorial. Unos 150 000 aficionados salieron a las calles de Cardiff para dar la bienvenida al equipo. Después de dirigir algunos cánticos fuera de la casa consistorial, el equipo y sus esposas asistieron a una cena y a un baile en el edificio. Si bien algunos informes de prensa indicaron que Keenor había dicho que el equipo tuvo suerte de haber ganado, refutó la afirmación, y aseguró que la defensa del Cardiff los había guiado hacia la victoria. En 2012 se erigió una estatua de Keenor levantando el trofeo de la FA Cup fuera del Cardiff City Stadium en conmemoración de la victoria del club.
El portero del Arsenal, Lewis, culpó a una nueva camiseta por el error que resultó en el gol, diciendo que la lana estaba grasosa y permitió que el balón se le resbalara de las manos. Como tradición desde entonces, el Arsenal lava las camisetas de los porteros siempre antes de cada partido. El capitán del Cardiff, Keenor, comentó más tarde sobre su visión del gol: «Él (Ferguson) le dio un giro tal que habría sido difícil para el portero haber controlado fácilmente. El balón giró en sus manos, rebotó en su pecho y se acurrucó en la red. Len Davies estaba en una posición desafiante y creo que Lewis apartó la vista de la pelota por un fatal segundo cuando se abalanzó sobre ella». Cuando se le dio su medalla de subcampeón después del partido, se informó que Lewis tiró el premio antes de que fuera recuperado por sus compañeros de equipo. Lewis incluso fue acusado por algunos seguidores de dejarse ganar para permitir que un equipo de su nación de origen resultara campeón de la competición.
El capitán del Arsenal, Buchan, elogió al equipo de Cardiff: «Mis felicitaciones al Cardiff City por ser el primer club de la historia en llevar la copa fuera de Inglaterra. Hicimos todo lo posible para evitar que lo hicieran, pero no lo logramos. Sin embargo, como el trofeo se fue a Cardiff, no hay nadie que los felicite más cordialmente que el capitán de los perdedores. Cardiff jugó de forma honesta y limpia, cada miembro del equipo obviamente se esforzó por hacer todo lo posible y mis últimas palabras son buena suerte para el City y buena suerte para Gales y su asociación de fútbol ahora que tienen la copa».
Menos de quince días después Cardiff venció al Rhyl 2-0 en la final de la Copa de Gales, por lo que logró un doblete de copa transnacional sin precedentes. Cardiff también se clasificó para disputar la Charity Shield 1927, en donde derrotaron al equipo amateur Corinthian por 2-1, con el tanto decisivo, una vez más, de Ferguson. También el equipo adoptó banderines triangulares en las esquinas para conmemorar la victoria. Ferguson regresó a su Escocia natal dos años después, en donde se unió al Dundee. Contrajo una depresión después de luchar para volver a sus mejores presentaciones y se suicidó menos de tres años después de su gol de la victoria en la final de 1927. La buena racha del Cardiff decayó rápidamente después. A los cuatro años de la final descendieron a la Tercera División Sur. Keenor continuó como capitán durante este período y dejó el club después de 19 años para llegar al Crewe Alexandra durante la temporada 1930-31. En 1934 Cardiff se hundió aún más, y tuvo que solicitarle a la Asociación Inglesa de Fútbol su permanencia en la liga luego de quedar en la última posición de la tercera categoría. Ernie Curtis de Cardiff, quien murió en noviembre de 1992 a la edad de 85 años, fue el último jugador superviviente de la final. Había sido el jugador más joven del partido, con 19 años y 317 días. Cardiff alcanzó la final de la FA Cup una vez más en 2008, donde perdió por 1-0 frente al Portsmouth.
El Arsenal regresó a la final de la FA Cup en 1930, en donde se encontraron con el Huddersfield Town, el exequipo del entrenador del Arsenal, Herbert Chapman. Ganaron el partido por 2-0, en lo que se convirtió en el primer gran trofeo que ganaba el conjunto de Londres. Esto comenzó un período de éxito para el club, con dos títulos de liga consecutivos, primero a cargo de Chapman y luego de George Allison después de la muerte del primero. Una nueva victoria en la FA Cup llegó en 1936 al derrotar en la final al Sheffield United.